# 비르닌케비
비르닌케비(Birnin Kebbi)는 나이지리아 북서부에 위치한 케비주의 주도로 면적은 1,327km2, 인구는 125,594명(2007년 기준)이다. 소코토 강과 접한다.